# 8806 Fetisov
8806 Fetisov eller 1981 UU11 är en asteroid i huvudbältet som upptäcktes den 22 oktober 1981 av den rysk-sovjetiske astronomen Nikolaj Tjernych vid Krims astrofysiska observatorium på Krim. Den har fått sitt namn efter den ryske politikern och tidigare hockeyspelaren Vjatjeslav Fetisov.